# 皮蛋瘦肉粥

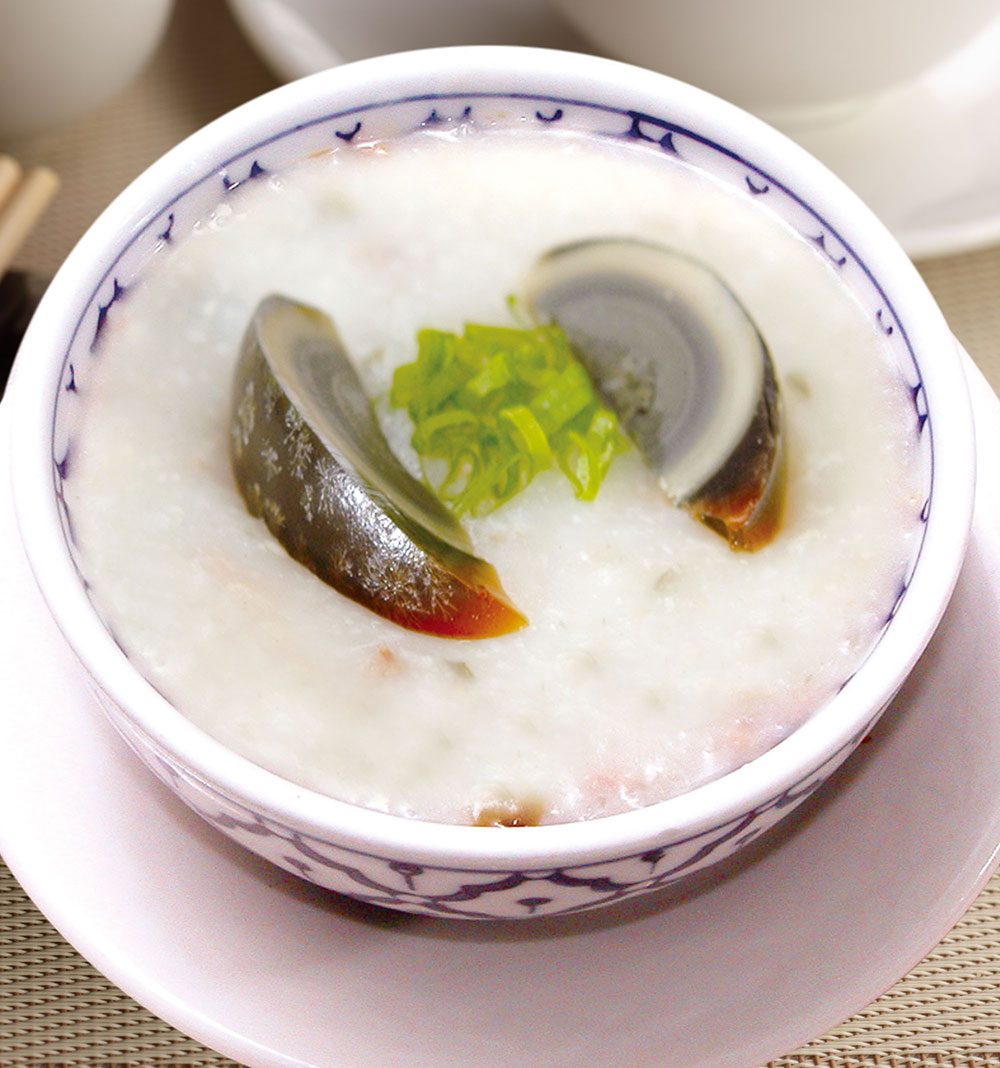
皮蛋瘦肉粥

皮蛋瘦肉粥是一種在粵港澳地區很常見的粥類食品，由於皮蛋富有礦物質，能清涼降壓、益氣養陰，有下火之效，所以行內稱為「下火」，又稱為「有味粥」，以切成小塊的皮蛋及鹹瘦肉為配料 。皮蛋瘦肉粥在粤港澳一带很受歡迎，幾乎所有粥麵專門店及粵式酒樓都有提供。而不同餐館的煮法略有不同：有的以攪碎了的豬肉，亦有以切成絲的豬肉。採用不同的瘦肉，會為粥帶來不同的口感，但味道則相去不遠。

## 吃法
在廣東，一些人會在食用前加上香油及葱花，但在香港大部分人只會加葱花或薄脆。
另外，亦有從皮蛋瘦肉粥演變而成的皮蛋肉片粥，採用了新鮮的肉片，而不是醃過的鹹瘦肉作配料。